# Хаген, Стивен ван дер
Стивен ван дер Хаген (нем. Steven van der Hagen, а также Haghen или Verhagen; 1563—1621) — первый адмирал голландской Ост-Индской компании (VOC). Побывал в Ост-Индии три раза и шесть лет. Хаген был назначен членом Совета Индии и служил под руководством генерал-губернаторов Герарда Рейнста, Лауренса Реаля и Яна Питерсзоона Куна (с ноября 1614 по октябрь 1619). Считается, что если бы Хаген завоевал Мозамбик, то вся история Южной Африки была бы другой.
Стивен Ван дер Хаген был одним из немногих, кто протестовал против жёсткой политики директоров Ост-Индской компании, которые требовали монополии на поставку гвоздики, запрещая работу испанских, португальских, английских или азиатских торговцев. Кроме того, Стивен ван дер Хаген (также как и Лауренс Реаль) с неодобрением писали о пренебрежении голландского «Совета 17» к законам и правам народов Молуккских островов. Ван дер Хаген придерживался мнения, что вместо запрещения плавания азиатских судов для компании будет полезнее конкурировать с ними, расширяя территорию свободного рынка. Кроме того, Ван дер Хаген считал, что жестокое обращение с коренным населением может привести к тому, что банданцы покинут остров.
В 1618 году Хаген подал в отставку.

## Биография

### Детство
Стивен ван дер Хаген родился в Амерсфорте. Его воспитывала родная тётя, так как отец Андрис ван дер Хаген и мать бежали на юг во время восстания против владычества испанских Габсбургов. Обучение будущего адмирала проводилось на латыни. Когда Хагену было десять лет, он навестил своего отца в Брюгге. Вместе они отправились в Ипр и Турне, чтобы найти работу. В Турне Стивен стал учеником торговца шелком. Затем он вернулся в Ипр для дальнейшего обучения у своего дяди Виллема ван дер Хагена.

### В Андалусии
В возрасте 12 лет Стивен ван дер Хаген очень заинтересовался Испанией. Ничего не сказав своему дяде мальчик отправился в Кале, чтобы наняться на какой-нибудь корабль. Шкипер догадался, что Стивен не из Фландрии, и спросил у того, не сбежал ли мальчик от родителей. Но будущий мореплаватель уверил, что родственники одобряют его решение стать юнгой. Правда, ему пришлось скрыть свою фамилию, чтобы никто не узнал, кем был его дядя. Тогда Стивену посоветовали обратиться к пяти антверпенским купцам, которые собирались плыть в Испанию на корабле. Один из торговцев предложил мальчику отвезти его в Севилью на определённых условиях: Стивен должен был стать слугой купца.
Через несколько дней Стивен столкнулся со своим двоюродным братом. Тот посоветовал мальчику отправиться домой, потому что родственники уже несколько дней ищут беглеца. Но Стивен решительно отказался и сказал, что непременно уедет в Испанию. В октябре корабль с торговцами вышел в море. Прибыв в Испанию Стивен стал учеником продавщицей льняных семени в Санлукаре. Правда, позднее он рассказывал, что хозяйка очень грубо обращалась с ним. За два года Стивен достаточно хорошо освоил испанский язык. Наконец в Севилье он встретил одного из купцов, с которыми ранее прибыл из Антверпена. Но на предложение вернуться на родину ответил отказом и отправился в Херес-де-ла-Фронтера.
В Хересе Стивен ван дер Хаген познакомился с доном Гарсией д’Авила. Испанцу приглянулся смышлёный юноша. В итоге Стивен обрёл влиятельного покровителя и поселился во дворце дона. Стивен посещал корриду и конные бои. В 1578 году Испания начала боевые действия против пиратов Варварийского берега. К этой экспедиции присоединилось и несколько кораблей с голландскими моряками. Стивен ван дер Хаген устроился переводчиком и очень помог соотечественникам, когда те стали массово болеть из-за непривычного климата.
Вскоре юноша близко познакомился со шкипером из североголландского городка Медемблика и попросил того помочь вернуться в Голландию. Капитану очень требовались моряки, так как многие матросы умерли от болезней, и Стивена охотно взяли юнгой. Корабль был загружен солью и возвращался домой в составе эскадры. По прибытии в Голландию Стивен отправился в Амерсфорт, где узнал, что его мать умерла, а отец женился во второй раз.
На унаследованные от матери сбережения юноша решил отправиться в Италию. Там Стивен провёл несколько лет. В 1587 году корабль, на котором он возвращался домой, оказался захвачен командой знаменитого корсара Фрэнсиса Дрейка, который в это время проводил нападение на базу испанского флота в Кадисе.
В 1589 году 26-летний Стивен посватался к Стефании ван дер Мэйд из Амстердама. Через несколько месяцев в Утрехте состоялась свадьба.

### Участие в экспедициях

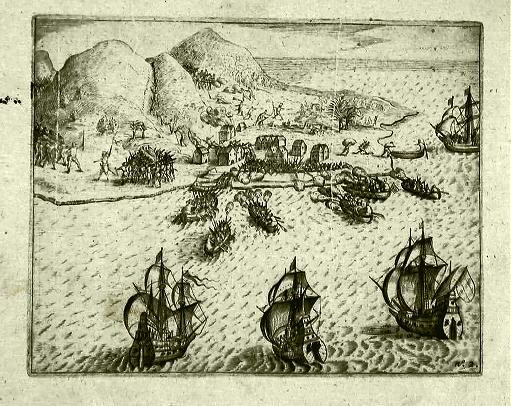
Атака голландскими кораблями португальского флота у берегов Амбона на рисунке 1645 года

Стивен ван дер Хаген принял участие в нескольких морских экспедициях.
- Ещё в 1587 году Хаген плавал через Гибралтарский пролив по поручению Северо-голландской ассоциации судовладельцев (1585—1593). По поручению хозяев он отправился из Хорна на крупном грузовом корабле, который вёз зерно и стволы деревьев для корабельных мачт.
- С июля 1597 по март 1598 Хаген плавал в статусе главного торговца на двух кораблях в Гвинейский залив.
- Во время экспедиции в Ост-Индию в 1599—1601 годах он был уже командующим тремя кораблями. Эскадра в апреле вышла из Тексела и отправилась вокруг Африки. Через несколько месяцев моряки высадились на Мадагаскаре. В начале 1600 года корабли достигли Бантама. Совместно с двумя другими капитанами, Якобом Вилкенсом и Питером Ботом, Стивен ван дер Хагена решил купить груз перца. Ван дер Хаген подписал договор с местными торговцами на поставку гвоздики и основал форт на северном побережье острова Амбон, который назвал Кастил ван Верре. Командиром гарнизона остался Клас Симонсз Мибаэль. В 1603 году Стивен ван дер Хаген вместе с Фредериком де Хаутманом ещё раз плавал в Ост-Индию. Форт к тому времени заняли португальцы, но вскоре голландцы отбили крепость.

### В Голландской Ост-Индской компании

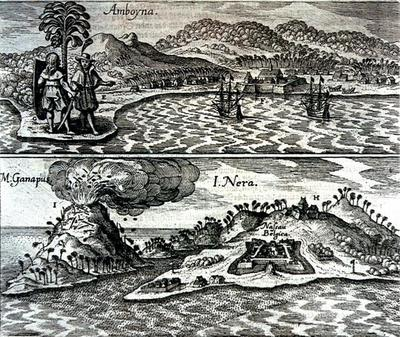
Голландские укрепления и английские торговые фактории на вулканическом Амбоне и Архипелаге Банда на гравюре 1655 года. Виден ещё действующий вулкан Апи.

В конце 1603 года Ван дер Хаген был назначен адмиралом в первом флоте Голландской Ост-Индской компании (VOC). В экспедицию в Азию вместе с отправились торговец Сэмюэль Бломарт и капитан Фредерик де Хаутман. В эскадру вошли двенадцать кораблей из Амстердама, Хорна и Энкхёйзена. Около двух месяцев морякам пришлось ждать благоприятных ветров у побережья Англии. Адмиралу дали секретные инструкции, которые дозволялось прочитать, только в открытом море. Стивен ван дер Хаген очень разозлился, прочитав их, поскольку руководство «Совета XVII» приказывало ему вступать в бой с кораблями испанцев и португальцев у побережья Индии. Это было не самый разумный приказ. А кроме того среди членов эскадры были в основном люди, которых нанимали не солдатами, а моряками.
После шести месяцев плавания эскадра добралась 30 мая 1604 года до мыса Доброй Надежды. Вскоре голландцам удалось захватить португальский корабль с грузом слоновой кости. 21 сентября корабли прибыли в Гоа, а через месяц — в Каликут и город Заморин.
11 ноября Стивен Ван дер Хаген подписал соглашение о торговле в Кожикоде и пообещал помощь Заморину в борьбе против португальцев. На побережье Индии были основаны фактории Мачилипатнам (1605) и Петапули (1606). Вся деятельность голландцев была направлена на достижение контроля над торговлей хлопком, специями, драгоценными камнями и красителями. Через несколько недель эскадра достигла Пегу. Голландцы были поражены богатством княжества, а также видом экзотических животных: крокодилов и белых слонов. В декабре его корабли прибыли в Бантам, а затем отправились в Амбон. При поддержке местного населения Ван дер Хаген отбил у португальцев форт на Амбоне (25 февраля 1605) без единого выстрела.
В конце года один из самых быстрых парусных кораблей во флоте Стивена ван дер Хагена, судно «Дёйфкен», под командованием капитана Виллема Янсзона отплыл в разведку на юг, где достигло северного побережья Австралии. Правда моряки решили, что это не отдельный материк, а часть Новой Гвинеи. В заливе Карпентария, названного в честь Питера де Карпентье, они сошли на берег.
В 1607 году Ван дер Хаген отплыл на Маврикий. Там он встретился с Корнелиусом Мателифом и попробовал мясо маврикийского дронта, вкус которого, как он отметил, был довольно отвратительным.
Вернувшись домой, адмирал купил дом в Утрехте. Он вместе с Карлом Клузиусом подготовил обширный труд на латинском языке, где описал растения и животные, которые видел во время своих путешествий. Книга была опубликована уже после смерти автора.
В 1614 году Хаген плавал в Малабар и Гоа, чтобы бороться с мусульманскими пиратами. Затем он плавал в Красное море для проведения переговоров, а в 1615 году отплыл на Малаккские острова.
В 1616 году адмирал Стивен ван дер Хаген одержао верх над португальцами на Малайском полуострове .
Из-за неудовлетворенного руководства колонией на Амбоне Адриана Мартенса Блока, Ван дер Хаген созвал там совет, который принял решение от отставке управляющего. Хаген (возможно временно) принял командование Амбоном в июне 1617 года. В 1618 году он и его корабль отправились на архипелаг Банда. В конце года Хаген был назначен первым советником при генерал-губернаторах Герарде Рейнсте, Лауренсе Реале и Яне Питерсзооне Куне.

### Последние годы
В 1618 году Стивен ван дер Хаген вышел в отставку. С 1620 года он жил либо в крепости Зуйлен на реке Вехт или в Блейстейне.
В 1621 году знаменитый мореплаватель умер от чумы. 25 июля 1624 года его похоронили в Утрехте. Прямые потомки легендарного путешественника до сих пор живут в Нидерландах, Бельгии, Германии и Австралии.

## Память
В честь Стивена ван дер Хагена названы улицы в Роттердаме, Амерсфорте и Ден-Хелдере.